# Liste der Nummer-eins-Hits in der Schweiz (1993)
Dies ist eine Liste der Nummer-eins-Hits in der Schweiz im Jahr 1993. Sie basiert auf den Top 100 Singles und Top 100 Alben der offiziellen Schweizer Hitparade. Es gab in diesem Jahr zehn Nummer-eins-Singles und 15 Nummer-eins-Alben.

## Singles
| ← 1992 ← | Liste der Nummer-eins-Hits in der Schweiz | Liste der Nummer-eins-Hits in der Schweiz | Liste der Nummer-eins-Hits in der Schweiz                                                                                 | 1994 →                    |
| \| Zeitraum \| Wo. ges. \| Interpret \| Titel Autor(en) \| Zusätzliche Informationen \| \| (Zeitraum, Wochen auf Platz eins, Interpret, Titel, Autor[en], zusätzliche Informationen) \| \| \| \| \| \| ----------------------------------------------------------------------------------------- \| -------- \| ---------------------- \| ------------------------------------------------------------------------------------------------------------------------- \| ------------------------- \| \| 13. Dezember 1992 – 16. Januar 1993 5 Wochen \| 5 \| Die Fantastischen Vier \| Die da!?! Michael Beck, Thomas Dürr, Andreas Rieke, Michael Bernd Schmidt \| – \| \| 17. Januar 1993 – 13. März 1993 8 Wochen \| 8 \| Whitney Houston \| I Will Always Love You Dolly Parton \| – \| \| 14. März 1993 – 20. März 1993 1 Woche \| 1 \| DJ BoBo \| Somebody Dance with Me Musik: René Baumann, Daniel Peyer, Kennedy William Gordy; Text: Kurt Burger, Kennedy William Gordy \| – \| \| 21. März 1993 – 24. April 1993 5 Wochen \| 5 \| 2 Unlimited \| No Limit Musik: Phil Wilde, Jean-Paul Henriette Coster; Text: Anita D. Dels, Raymond L. Slijngaard \| – \| \| 25. April 1993 – 8. Mai 1993 2 Wochen \| 2 \| Ace of Base \| All That She Wants Ulf Gunnar Ekberg, Malin Sofia Katarina Berggren, Jonas Petter Berggren, Jenny Cecilia Berggren \| – \| \| 9. Mai 1993 – 12. Juni 1993 5 Wochen \| 5 \| Snow \| Informer Shawn Leigh Moltke, Darrin Kenneth O’Brien, Edmond Daryll Leary, Michael L. Grier \| – \| \| 13. Juni 1993 – 17. Juli 1993 5 Wochen \| 5 \| Haddaway \| What Is Love Musik: Tony Hendrik; Text: Karin Hartmann-Eisenblätter \| – \| \| 18. Juli 1993 – 14. August 1993 4 Wochen \| 4 \| Culture Beat \| Mr. Vain Musik: Nosie Katzmann, Stephan Zick; Text: Nosie Katzmann, Jeff Carmichael \| – \| \| 15. August 1993 – 20. November 1993 14 Wochen \| 14 \| 4 Non Blondes \| What’s Up? Linda Perry \| – \| \| 21. November 1993 – 22. Januar 1994 9 Wochen \| 9 \| Meat Loaf \| I’d Do Anything for Love (But I Won’t Do That) Jim Steinman \| – \| |                                           |                                           | |                           |
| ← 1992 |                                           |                                           | | → 1994 →                  |
| Zeitraum | Wo. ges.                                  | Interpret                                 | Titel Autor(en) | Zusätzliche Informationen |
| (Zeitraum, Wochen auf Platz eins, Interpret, Titel, Autor[en], zusätzliche Informationen) |                                           |                                           | |                           |
| 13. Dezember 1992 – 16. Januar 1993 5 Wochen | 5                                         | Die Fantastischen Vier                    | Die da!?! Michael Beck, Thomas Dürr, Andreas Rieke, Michael Bernd Schmidt                                                 | –                         |
| 17. Januar 1993 – 13. März 1993 8 Wochen | 8                                         | Whitney Houston                           | I Will Always Love You Dolly Parton                                                                                       | –                         |
| 14. März 1993 – 20. März 1993 1 Woche | 1                                         | DJ BoBo                                   | Somebody Dance with Me Musik: René Baumann, Daniel Peyer, Kennedy William Gordy; Text: Kurt Burger, Kennedy William Gordy | –                         |
| 21. März 1993 – 24. April 1993 5 Wochen | 5                                         | 2 Unlimited                               | No Limit Musik: Phil Wilde, Jean-Paul Henriette Coster; Text: Anita D. Dels, Raymond L. Slijngaard                        | –                         |
| 25. April 1993 – 8. Mai 1993 2 Wochen | 2                                         | Ace of Base                               | All That She Wants Ulf Gunnar Ekberg, Malin Sofia Katarina Berggren, Jonas Petter Berggren, Jenny Cecilia Berggren        | –                         |
| 9. Mai 1993 – 12. Juni 1993 5 Wochen | 5                                         | Snow                                      | Informer Shawn Leigh Moltke, Darrin Kenneth O’Brien, Edmond Daryll Leary, Michael L. Grier                                | –                         |
| 13. Juni 1993 – 17. Juli 1993 5 Wochen | 5                                         | Haddaway                                  | What Is Love Musik: Tony Hendrik; Text: Karin Hartmann-Eisenblätter                                                       | –                         |
| 18. Juli 1993 – 14. August 1993 4 Wochen | 4                                         | Culture Beat                              | Mr. Vain Musik: Nosie Katzmann, Stephan Zick; Text: Nosie Katzmann, Jeff Carmichael                                       | –                         |
| 15. August 1993 – 20. November 1993 14 Wochen | 14                                        | 4 Non Blondes                             | What’s Up? Linda Perry | –                         |
| 21. November 1993 – 22. Januar 1994 9 Wochen | 9                                         | Meat Loaf                                 | I’d Do Anything for Love (But I Won’t Do That) Jim Steinman                                                               | –                         |

## Alben
| ← 1992 ← | Liste der Nummer-eins-Hits in der Schweiz | Liste der Nummer-eins-Hits in der Schweiz | Liste der Nummer-eins-Hits in der Schweiz | 1994 →                    |
| \| Zeitraum \| Wo. ges. \| Interpret \| Titel \| Zusätzliche Informationen \| \| (Zeitraum, Wochen auf Platz eins, Interpret, Titel, zusätzliche Informationen) \| \| \| \| \| \| ------------------------------------------------------------------------------ \| -------- \| --------------- \| ---------------------------------------- \| ------------------------- \| \| 8. November 1992 – 16. Januar 1993 10 Wochen \| 10 \| ABBA \| ABBA Gold – Greatest Hits \| – \| \| 17. Januar 1993 – 13. Februar 1993 4 Wochen (insgesamt 9) \| 9 \| (Soundtrack) \| The Bodyguard: Original Soundtrack Album \| – \| \| 14. Februar 1993 – 20. Februar 1993 1 Woche \| 1 \| Patent Ochsner \| Fischer \| – \| \| 21. Februar 1993 – 27. März 1993 5 Wochen (insgesamt 9) \| 9 \| (Soundtrack) \| The Bodyguard: Original Soundtrack Album \| – \| \| 28. März 1993 – 3. April 1993 1 Woche (insgesamt 4) \| 4 \| Lenny Kravitz \| Are You Gonna Go My Way \| – \| \| 4. April 1993 – 10. April 1993 1 Woche \| 1 \| Depeche Mode \| Songs of Faith and Devotion \| – \| \| 11. April 1993 – 1. Mai 1993 3 Wochen (insgesamt 4) \| 4 \| Lenny Kravitz \| Are You Gonna Go My Way \| – \| \| 2. Mai 1993 – 22. Mai 1993 3 Wochen \| 3 \| Aerosmith \| Get a Grip \| – \| \| 23. Mai 1993 – 29. Mai 1993 1 Woche (insgesamt 3) \| 3 \| Eros Ramazzotti \| Tutte storie \| – \| \| 30. Mai 1993 – 12. Juni 1993 2 Wochen \| 2 \| Peter Reber \| I wünsche dir \| – \| \| 13. Juni 1993 – 19. Juni 1993 1 Woche (insgesamt 3) \| 3 \| Eros Ramazzotti \| Tutte storie \| – \| \| 20. Juni 1993 – 17. Juli 1993 4 Wochen (insgesamt 8) \| 8 \| Stephan Eicher \| Carcassonne \| – \| \| 18. Juli 1993 – 24. Juli 1993 1 Woche \| 1 \| U2 \| Zooropa \| – \| \| 25. Juli 1993 – 31. Juli 1993 1 Woche (insgesamt 8) \| 8 \| Stephan Eicher \| Carcassonne \| – \| \| 1. August 1993 – 7. August 1993 1 Woche (insgesamt 3) \| 3 \| Eros Ramazzotti \| Tutte storie \| – \| \| 8. August 1993 – 24. August 1993 3 Wochen (insgesamt 8) \| 8 \| Stephan Eicher \| Carcassonne \| – \| \| 15. August 1993 – 6. November 1993 12 Wochen \| 12 \| 4 Non Blondes \| Bigger, Better, Faster, More! \| – \| \| 7. November 1993 – 20. November 1993 2 Wochen \| 2 \| Pet Shop Boys \| Very \| – \| \| 21. November 1993 – 27. November 1993 1 Woche \| 1 \| Phil Collins \| Both Sides \| – \| \| 28. November 1993 – 4. Dezember 1993 1 Woche \| 1 \| Meat Loaf \| Bat Out of Hell II: Back into Hell \| – \| \| 5. Dezember 1993 – 5. Februar 1994 9 Wochen (insgesamt 11) \| 11 \| Bryan Adams \| So Far So Good \| – \| |                                           |                                           |                                           |                           |
| ← 1992 |                                           |                                           |                                           | → 1994 →                  |
| Zeitraum | Wo. ges.                                  | Interpret                                 | Titel                                     | Zusätzliche Informationen |
| (Zeitraum, Wochen auf Platz eins, Interpret, Titel, zusätzliche Informationen) |                                           |                                           |                                           |                           |
| 8. November 1992 – 16. Januar 1993 10 Wochen | 10                                        | ABBA                                      | ABBA Gold – Greatest Hits                 | –                         |
| 17. Januar 1993 – 13. Februar 1993 4 Wochen (insgesamt 9) | 9                                         | (Soundtrack)                              | The Bodyguard: Original Soundtrack Album  | –                         |
| 14. Februar 1993 – 20. Februar 1993 1 Woche | 1                                         | Patent Ochsner                            | Fischer                                   | –                         |
| 21. Februar 1993 – 27. März 1993 5 Wochen (insgesamt 9) | 9                                         | (Soundtrack)                              | The Bodyguard: Original Soundtrack Album  | –                         |
| 28. März 1993 – 3. April 1993 1 Woche (insgesamt 4) | 4                                         | Lenny Kravitz                             | Are You Gonna Go My Way                   | –                         |
| 4. April 1993 – 10. April 1993 1 Woche | 1                                         | Depeche Mode                              | Songs of Faith and Devotion               | –                         |
| 11. April 1993 – 1. Mai 1993 3 Wochen (insgesamt 4) | 4                                         | Lenny Kravitz                             | Are You Gonna Go My Way                   | –                         |
| 2. Mai 1993 – 22. Mai 1993 3 Wochen | 3                                         | Aerosmith                                 | Get a Grip                                | –                         |
| 23. Mai 1993 – 29. Mai 1993 1 Woche (insgesamt 3) | 3                                         | Eros Ramazzotti                           | Tutte storie                              | –                         |
| 30. Mai 1993 – 12. Juni 1993 2 Wochen | 2                                         | Peter Reber                               | I wünsche dir                             | –                         |
| 13. Juni 1993 – 19. Juni 1993 1 Woche (insgesamt 3) | 3                                         | Eros Ramazzotti                           | Tutte storie                              | –                         |
| 20. Juni 1993 – 17. Juli 1993 4 Wochen (insgesamt 8) | 8                                         | Stephan Eicher                            | Carcassonne                               | –                         |
| 18. Juli 1993 – 24. Juli 1993 1 Woche | 1                                         | U2                                        | Zooropa                                   | –                         |
| 25. Juli 1993 – 31. Juli 1993 1 Woche (insgesamt 8) | 8                                         | Stephan Eicher                            | Carcassonne                               | –                         |
| 1. August 1993 – 7. August 1993 1 Woche (insgesamt 3) | 3                                         | Eros Ramazzotti                           | Tutte storie                              | –                         |
| 8. August 1993 – 24. August 1993 3 Wochen (insgesamt 8) | 8                                         | Stephan Eicher                            | Carcassonne                               | –                         |
| 15. August 1993 – 6. November 1993 12 Wochen | 12                                        | 4 Non Blondes                             | Bigger, Better, Faster, More!             | –                         |
| 7. November 1993 – 20. November 1993 2 Wochen | 2                                         | Pet Shop Boys                             | Very                                      | –                         |
| 21. November 1993 – 27. November 1993 1 Woche | 1                                         | Phil Collins                              | Both Sides                                | –                         |
| 28. November 1993 – 4. Dezember 1993 1 Woche | 1                                         | Meat Loaf                                 | Bat Out of Hell II: Back into Hell        | –                         |
| 5. Dezember 1993 – 5. Februar 1994 9 Wochen (insgesamt 11) | 11                                        | Bryan Adams                               | So Far So Good                            | –                         |

## Jahreshitparaden
| ← 1992 ← | Liste der Nummer-eins-Hits in der Schweiz | Liste der Nummer-eins-Hits in der Schweiz   | Liste der Nummer-eins-Hits in der Schweiz | 1994 →   |
| \| Singles \| Position# \| Alben \| \| --------------------------------------------------------------------------------------------------------------------------------- \| --------- \| ------------------------------------------- \| \| Somebody Dance with Me DJ BoBo Musik: René Baumann, Daniel Peyer, Kennedy William Gordy; Text: Kurt Burger, Kennedy William Gordy \| 1 \| Keep the Faith Bon Jovi \| \| What Is Love Haddaway Musik: Tony Hendrik; Text: Karin Hartmann-Eisenblätter \| 2 \| Tutte storie Eros Ramazzotti \| \| All That She Wants Ace of Base Ulf Gunnar Ekberg, Malin Sofia Katarina Berggren, Jonas Petter Berggren, Jenny Cecilia Berggren \| 3 \| Happy Nation Ace of Base \| \| No Limit 2 Unlimited Musik: Phil Wilde, Jean-Paul Henriette Coster; Text: Anita D. Dels, Raymond L. Slijngaard \| 4 \| The Bodyguard (Soundtrack) \| \| What’s Up? 4 Non Blondes Linda Perry \| 5 \| ABBA Gold – Greatest Hits ABBA \| \| (I Can’t Help) Falling in Love with You UB40 George David Weiss, Luigi Creatore, Hugo E. Peretti \| 6 \| Bigger, Better, Faster, More! 4 Non Blondes \| \| I Will Always Love You Whitney Houston Dolly Parton \| 7 \| Unplugged Eric Clapton \| \| Sing Hallelujah Dr. Alban Musik: Douglas Ian Carr, Dag Krister Volle; Text: Alban Nwapa \| 8 \| Are You Gonna Go My Way Lenny Kravitz \| \| Cose della vita Eros Ramazzotti Musik: Pierangelo Cassano; Text: Eros Ramazzotti, Adelio Cogliati \| 9 \| Je te dis vous Patricia Kaas \| \| Hope of Deliverance Paul McCartney Paul James McCartney \| 10 \| No Limits! 2 Unlimited \| |                                           |                                             |                                           |          |
| ← 1992 |                                           |                                             |                                           | → 1994 → |
| Singles | Position#                                 | Alben                                       |                                           |          |
| Somebody Dance with Me DJ BoBo Musik: René Baumann, Daniel Peyer, Kennedy William Gordy; Text: Kurt Burger, Kennedy William Gordy | 1                                         | Keep the Faith Bon Jovi                     |                                           |          |
| What Is Love Haddaway Musik: Tony Hendrik; Text: Karin Hartmann-Eisenblätter | 2                                         | Tutte storie Eros Ramazzotti                |                                           |          |
| All That She Wants Ace of Base Ulf Gunnar Ekberg, Malin Sofia Katarina Berggren, Jonas Petter Berggren, Jenny Cecilia Berggren | 3                                         | Happy Nation Ace of Base                    |                                           |          |
| No Limit 2 Unlimited Musik: Phil Wilde, Jean-Paul Henriette Coster; Text: Anita D. Dels, Raymond L. Slijngaard | 4                                         | The Bodyguard (Soundtrack)                  |                                           |          |
| What’s Up? 4 Non Blondes Linda Perry | 5                                         | ABBA Gold – Greatest Hits ABBA              |                                           |          |
| (I Can’t Help) Falling in Love with You UB40 George David Weiss, Luigi Creatore, Hugo E. Peretti | 6                                         | Bigger, Better, Faster, More! 4 Non Blondes |                                           |          |
| I Will Always Love You Whitney Houston Dolly Parton | 7                                         | Unplugged Eric Clapton                      |                                           |          |
| Sing Hallelujah Dr. Alban Musik: Douglas Ian Carr, Dag Krister Volle; Text: Alban Nwapa | 8                                         | Are You Gonna Go My Way Lenny Kravitz       |                                           |          |
| Cose della vita Eros Ramazzotti Musik: Pierangelo Cassano; Text: Eros Ramazzotti, Adelio Cogliati | 9                                         | Je te dis vous Patricia Kaas                |                                           |          |
| Hope of Deliverance Paul McCartney Paul James McCartney | 10                                        | No Limits! 2 Unlimited                      |                                           |          |